# Przecławek
Przecławek – osada w Polsce położona w województwie wielkopolskim, w powiecie szamotulskim, w gminie Szamotuły, w pobliżu południowego brzegu jeziora Pamiątkowskiego i przy trasie linii kolejowej Poznań-Szamotuły-Wronki.
W latach 1975–1998 miejscowość administracyjnie należała do województwa poznańskiego.
Zobacz też: Przecław